# Joakim Bonnier

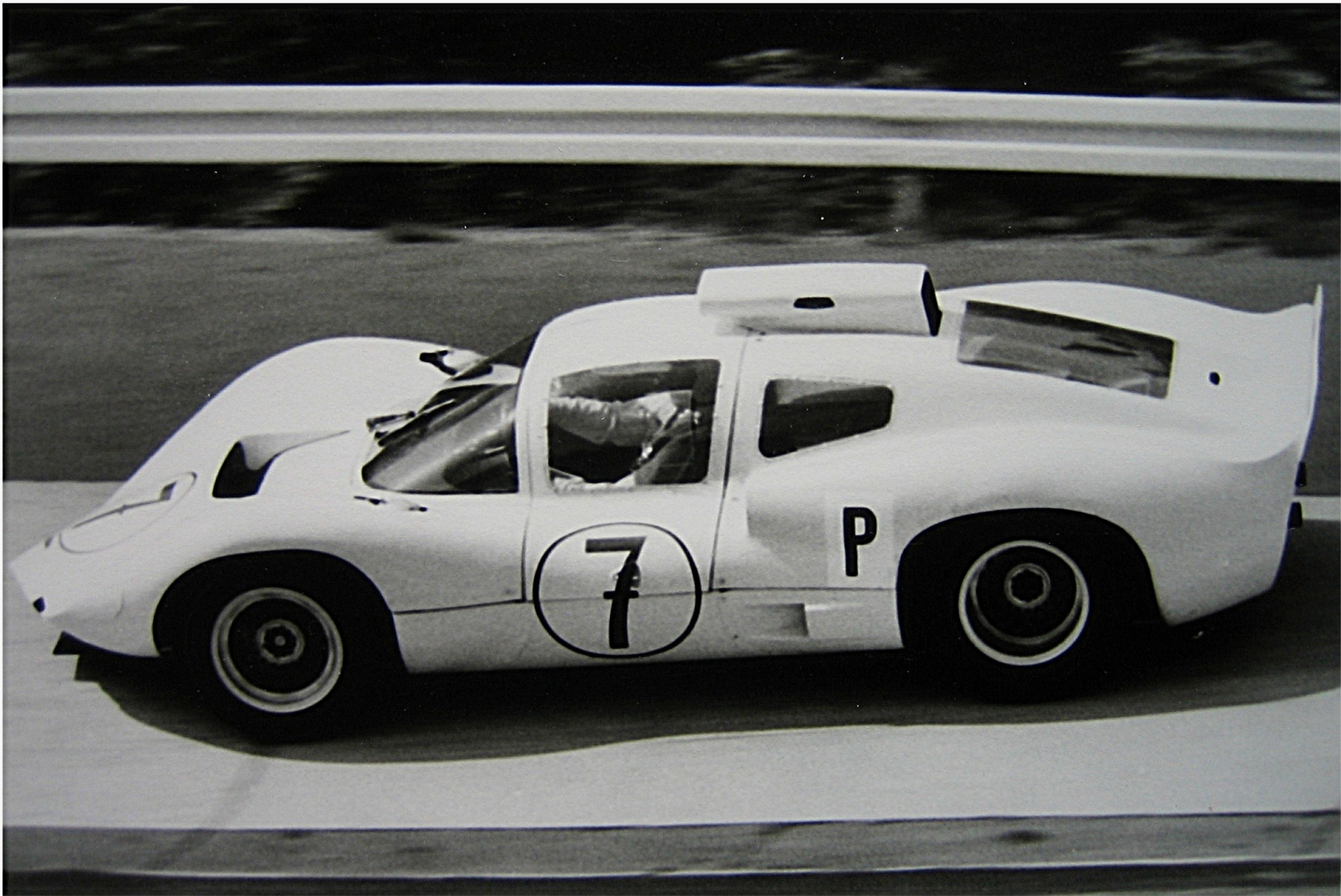
Joakim Bonnier 1966 - Chaparral 2D på Nurburgring 1000 km under träning.

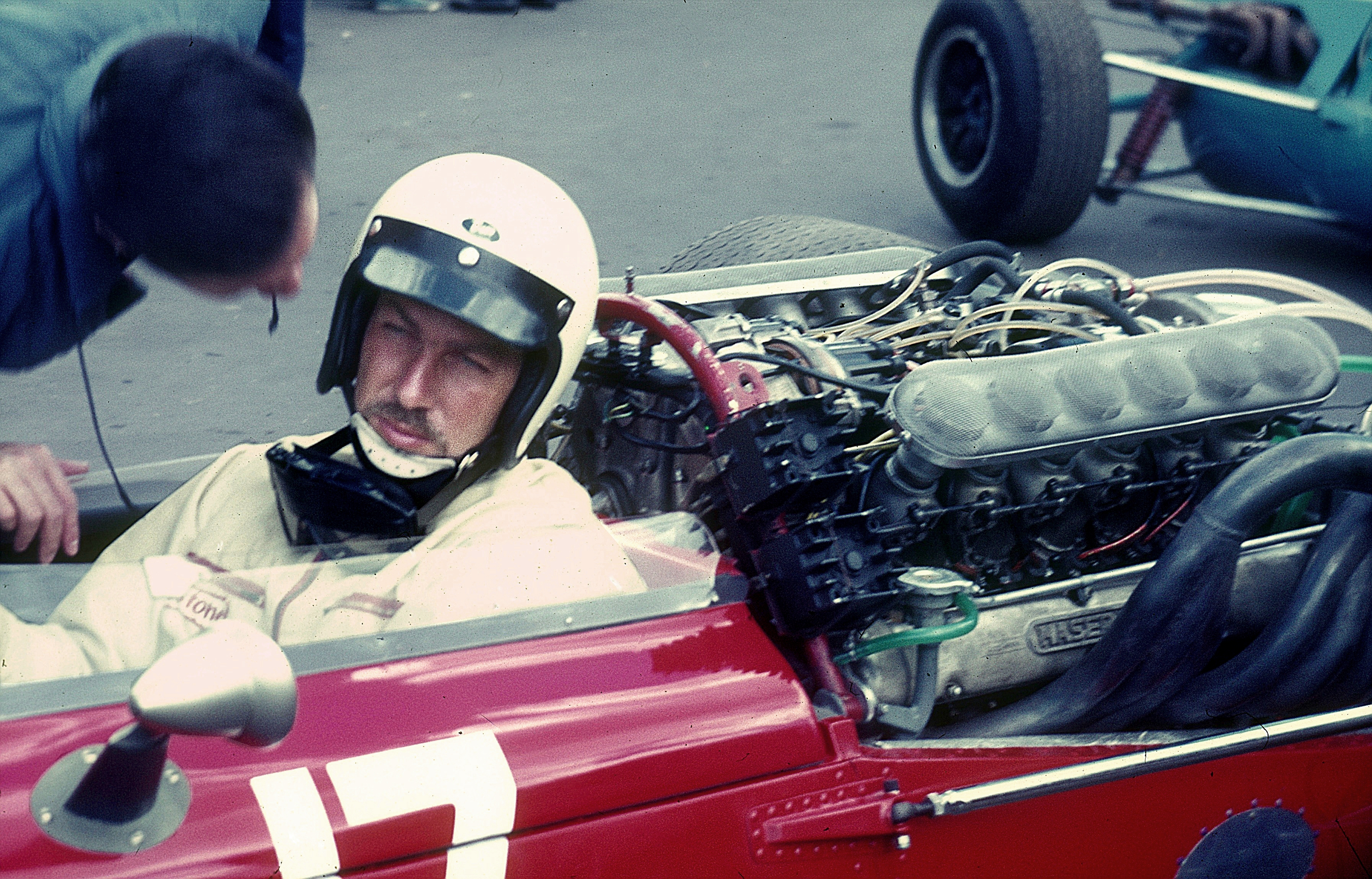
Joakim Bonnier samtalar med mekaniker inför träning för Tysklands GP 1966 på Nurburgring i en Cooper-Maserati T 81 3.0 V12 Formel 1

Joakim "Jocke" Bonnier, kallade sig på engelska Jo Bonnier, född 31 januari 1930 i Stockholm, död 11 juni 1972 i Le Mans i Frankrike, var en svensk racerförare som körde Formel 1 och sportvagnsracing. Bonnier gifte sig den 2 april 1960 med Marianne Ankarcrona, född 16 januari 1937. Han var son till professorn i genetik Gert Bonnier och sonson till bokförläggaren Karl Otto Bonnier. Han studerade språk i Oxford och planerade att studera förlagsverksamhet i Paris i yngre ålder. Joakim Bonnier kunde tala sex språk.

## Racingkarriär

### Bakgrund
Bonnier tillhörde en gren av den kända släkten Bonnier som stod utanför kretsen kring förlagsverksamheten. Han var Sveriges förste professionella racerförare och körde som ensam svensk i Formel 1 i 13 år innan Reine Wisell och Ronnie Peterson följde efter och är därmed den svensk som kört flest år i Formel 1 och den svensk som deltagit i näst flest Formel 1 lopp efter Ronnie Petersons 123 lopp. Han debuterade i formel 1 i Maserati 1956 och var vid sin död den enda aktiva förare som kört mot andra femtiotalsförare som Peter Collins, Juan Manuel Fangio, Mike Hawthorn och Stirling Moss.

### Formel 1
Bonnier ställde upp i 108 Formel 1-lopp (104 starter) mellan åren 1956 och 1971 och vann ett VM-lopp, Nederländernas Grand Prix 1959 på Circuit Park Zandvoort i en BRM P25. Han blev därmed den förste svensk som vann ett formel 1-lopp och är till dags dato en av tre svenskar, tillsammans med Ronnie Peterson och Gunnar Nilsson, att vinna ett formel 1-lopp.
Han var även en skicklig rallyförare som körde ett flertal Midnattssolsrallyn och andra rallytävlingar med bland annat Alfa Romeo 1900 ti som han själv saluförde i Bonniers Bilaktiebolag på Sveavägen 100 i Stockholm. Han avvecklade verksamheten som bilhandlare och generalagent för Alfa Romeo och återförsäljare för Studebaker, Peugeot och Puch 1956 för att på heltid ägna sig åt professionell racing nere på kontinenten.
Bonnier deltog dessutom i 72 grand prix-lopp utanför VM-serien och kom i dessa på pallen 20 gånger, dock aldrig överst.
Han hade även ett eget formel 1-stall, formel 2 stall och sportvagnsracingstall som tävlade under namnen Jo Bonnier, Anglo-Suisse Racing Team, Joakim Bonnier Racing Team och Ecurie Bonnier där han själv eller andra förare som bland annat Phil Hill, Helmut Marko och Hans Herrmann körde åt honom.

### Sportvagnslopp och GP-ledare
Framförallt var han en mycket framgångsrik sportvagnsförare med sammanlagt mer än 100 segrar i många av världens mest berömda tävlingar som Targa Florio, Sebring 12-timmars, Le Mans 24-timmars, Nürburgring 1000 km och Can-Am-serien. Han körde många olika märken, bland annat Porsche, Ferrari och Chaparral, men blev mest berömd för sina stora framgångar i Lola, ett märke som han också var Europaagent för.
Han var från 1963, då han efterträdde Stirling Moss som ordförande, fram till sin död en ledande kraft i Grand Prix-förarnas förening Grand Prix Drivers' Association, GPDA, där han bland annat arbetade för att förbättra säkerheten inom sporten. Han hade bland annat kritiserat säkerheten på Le Mans som han ansåg var bristfällig vid varvningar gällande skillnader i toppfart mellan de snabbaste och de långsammaste bilarna som kunde vara upp till 145 km/h men även kritiserat skillnaden i förarnas erfarenhet.

### Död
Joakim Bonnier omkom under 24-timmarsloppet på Le Mans 1972, där han körde sin snabba Lola T 280 med modifierad Ford Cosworth DFV formel 1-motor. I tävlingen hade Gerard Larrousse och Gijs van Lennep – som Bonnier delade bilen med periodvis – haft ledningen under kvällen och slagit varvrekord under tidig morgon. Man hade dock fått en punktering och höll på att köra upp sig genom tävlingsfältet igen från åttonde plats.
Bonnier skulle varva en långsammare bil i cirka 290 km/h. Detta var vid 8.30-tiden på morgonen, på den näst snabbaste delen av banan mellan Mulsannekurvan och i den andra högfartskurvan före Indianapoliskurvan. Bilen som skulle varvas kördes av den schweiziske amatörracerföraren Florian Vetsch, som satt i en Ferrari Daytona 365. Enligt racerföraren Vic Elford, som blivit omkörd av Bonnier på Mulsannerakan strax innan olyckan, försökte Bonnier köra om Vetsch på höger sida men träffade skyddsräcket. Hans bil flög upp i luften, flög över skyddsräcket, in i skogen och träffade flera träd. Bonnier omkom omedelbart.
Florian Vetsch undkom olyckan med lättare brännskador, då hans Ferrari fattade eld. Olyckan bedömdes efter utredning av tävlingsledning och polis vara en så kallad "racing incident", det vill säga att ingen av de inblandade parterna i olyckan kunde ges skulden för den. Joakim Bonnier är gravsatt i familjegrav på Lidingö kyrkogård.

### Övriga aktiviteter
Bonnier var bosatt i en villa i Le Muids utanför Lausanne i Schweiz. Han var mycket konstintresserad och öppnade tillsammans med barndomsvännen Jan Runnquist, son till förläggaren Åke Runnquist, Galerie Bonnier i Lausanne, vilket senare flyttades till Genève.
Bonnier skrev den självbiografiska boken Fort - fortare! Fortast? 1961 och medverkade i filmerna Linje sex, För tapperhet i tält och Het snö. Han fungerade som rådgivare och var en av racerförarna i John Frankenheimers storfilm Grand Prix 1966 med James Garner i en av huvudrollerna.

## Minnesmärke
Jean Tinguely var god vän med Bonnier och ville hedra minnet av honom. Detta gjorde han genom att skapa en skulptur gjord av delar från Bonniers bil, och en till kraschad bil av märket Lola T-280. Skulpturen heter Lola T. 180 - Mémorial pour Joakim B och finns på Museum Tinguely i Basel.

## F1-karriär
| Säsong                 | Stall/Tillverkare                                                            | Placering              | Lopp  | Poäng | Etta | Tvåa | Trea | Pole | Varv |
| ---------------------- | ---------------------------------------------------------------------------- | ---------------------- | ----- | ----- | ---- | ---- | ---- | ---- | ---- |
| 1956                   | Maserati                                                                     | -                      | 1     |       |      |      |      |      |      |
| 1957                   | Centro Sud (Maserati) Jo Bonnier (Maserati)                                  | -                      | 3 1   |       |      |      |      |      |      |
| 1958                   | Jo Bonnier (Maserati) Giorgio Scarlatti (Maserati) Centro Sud (Maserati) BRM | 18                     | 5 1 2 | 3     |      |      |      |      |      |
| 1959                   | BRM                                                                          | 8                      | 7     | 10    | 1    |      |      | 1    |      |
| 1960                   | BRM                                                                          | 18                     | 8     | 4     |      |      |      |      |      |
| 1961                   | Porsche                                                                      | 15                     | 8     | 3     |      |      |      |      |      |
| 1962                   | Porsche                                                                      | 15                     | 7     | 3     |      |      |      |      |      |
| 1963                   | R R C Walker (Cooper-Climax)                                                 | 11                     | 10    | 6     |      |      |      |      |      |
| 1964                   | R R C Walker (Cooper-Climax & Brabham-BRM & Brabham-Climax)                  | 15                     | 9     | 3     |      |      |      |      |      |
| 1965                   | R R C Walker (Brabham-Climax)                                                | -                      | 10    |       |      |      |      |      |      |
| 1966                   | Jo Bonnier (Cooper-Maserati & Cooper-ATS & Brabham-Climax )                  | 17                     | 9     | 1     |      |      |      |      |      |
| 1967                   | Jo Bonnier (Cooper-Maserati)                                                 | 15                     | 8     | 3     |      |      |      |      |      |
| 1968                   | Jo Bonnier (Cooper-Maserati & McLaren-BRM & Honda )                          | 22                     | 9     | 3     |      |      |      |      |      |
| 1969                   | Jo Bonnier (Lotus-Ford)                                                      | -                      | 2     |       |      |      |      |      |      |
| 1970                   | Jo Bonnier (McLaren-Ford)                                                    | -                      | 2     |       |      |      |      |      |      |
| 1971                   | Jo Bonnier (McLaren-Ford)                                                    | -                      | 5     |       |      |      |      |      |      |
| Sammanlagt 16 säsonger | Sammanlagt 16 säsonger                                                       | Sammanlagt 16 säsonger | 108   | 39    | 1    | 0    | 0    | 1    | 0    |

| 1. Nederländerna 1959 | 1. Nederländerna 1959 |

## Filmografi
- 1958 – Linje sex
- 1965 – För tapperhet i tält
- 1968 – Het snö